# Das Mädchen Orchidee

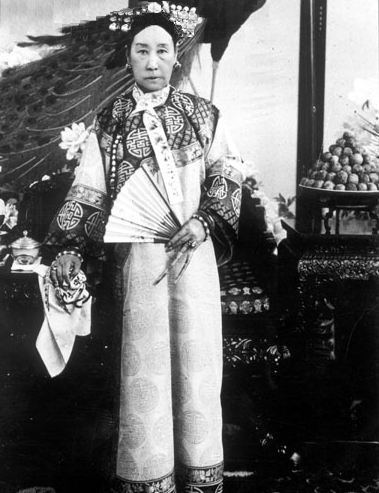
Kaiserinwitwe Tz'u Hsi um 1900, sie war das Vorbild für den Roman

Der Roman Das Mädchen Orchidee der Literaturnobelpreisträgerin Pearl S. Buck erzählt das Leben der chinesischen Kaiserinwitwe Tsu Hsi von ihrer Jugend, in der sie in den kaiserlichen Harem aufgenommen wurde, bis ca. 1900, also bis nach dem Ende des Boxeraufstandes und dessen Niederschlagung. Die Erzählung ist fiktiv und von der 1910 erschienenen Biographie von Edmund Backhouse und John Bland maßgeblich beeinflusst. Die Biographie schildert Tsu Hsi als machtgierige und skrupellose Herrscherin; Pearl S. Buck schildert ihre Hauptperson entsprechend als eine Frau, die zielstrebig und geplant ihre Karriere am kaiserlichen Hof angeht. Die moderne Geschichtsschreibung weiß seit 1970, dass die Quellen, auf denen die Biographie von Backhouse und Bland beruhen, gefälscht waren. 

## Inhalt des Romans
Im Roman entstammte Tsu Hsi aus einer einfachen Familie und wird als Konkubinenanwärterin an den chinesischen Kaiserhof gebeten. Dort wählten der Kaiser und die Kaiserinmutter die Konkubinen für den Kaiser aus. Tsu Hsi schaffte es hierbei durch ihre Intelligenz, ihre Schönheit und ihr selbstbewusstes Auftreten, aus über hundert Bewerberinnen als Konkubine ausgewählt zu werden. Mit demselben Geschick gelang es ihr, zur Lieblingskonkubine des Kaisers zu werden. Es war damals durchaus üblich, dass der Kaiser eine Konkubine vielleicht einmal zu sich bat und danach nie wieder, was für sie bedeutete, den Rest ihres Lebens in der Verbotenen Stadt ohne irgendeine Aufgabe zu verbringen, was oft zum Selbstmord führte.
Um dauerhaft die Gunst des Kaisers zu behalten, ließ sich Tsu Hsi in Philosophie, Geschichte, Kalligraphie und der Malerei am Hofe unterrichten. So gelang es ihr, nicht nur das Vertrauen des Kaisers zu gewinnen, sondern auch den ersten männlichen Thronfolger zu gebären, was sie automatisch zur Kaiserinmutter machte. Schon zu Zeiten des Kaisers interessierte sich Tsu Hsi mehr und mehr für die Politik des Reiches.
Nach dem Tod des Kaisers gelang es ihr, ein Komplott gegen sie und den Thronfolger aufzudecken und sich dagegen durchzusetzen; mit dem Ergebnis, dass sie als Kaiserinmutter an Stelle ihres Sohnes Regentin wurde, bis er volljährig wurde. Aber auch nachdem ihr Sohn die Herrschaft übernommen hatte, behielt sie weiterhin wesentlichen Einfluss auf die Regierungsgeschäfte. Nachdem ihr Sohn relativ früh und jung gestorben war, ohne einen Thronfolger gezeugt zu haben, gelang es Tsu Hsi, einen Nachfolger im Babyalter zu bestimmen und selbst wieder als Regentin zu regieren.
Als dieser Kaiser nun volljährig war und sich für westliche Ideen offen zeigte, putschte Tsu Hsi gegen ihn und setzte ihn praktisch ab. Sie hielt ihn unter Hausarrest und ließ ihn nur als Statisten und zum Abnicken ihrer politischen Entscheidungen in der Öffentlichkeit erscheinen.
Die Politik Tsu Hsis war hierbei geprägt von der Ablehnung aller westlichen Einflüsse und der Feindschaft gegenüber den westlichen Eindringlingen, die die Öffnung Chinas in den Opiumkriegen erzwungen hatten.
Interessant wird zudem die Entwicklung Tsu Hsis von einer Frau mit einem großen Herz zu einem mehr und mehr machtbewussten und kalt kalkulierenden Machtmenschen geschildert, ohne dabei in Stereotype zu verfallen.